# ثنائي ايثيل نتروزامين
ثنائي إيثيل نتروزامين أو (N-Nitrosodiethylamine (NDEA)) هو مركب عضوي مسرطن ومطفر ، يصنف على أنه نتروزامين. يوجد في دخان التبغ. 
تم تصنيفه من قبل منظمة الصحة العالمية على أنه مادة مسرطنة من المجموعة 2 أ (مسرطن بشري محتمل). 
ثنائي ميثيل نتروزامين هو أحد مكونات دخان التبغ. 